# Set (träning)
Set är en term som ofta används inom bodybuilding- och styrketräningssammanhang. Detta ord är lånat från USA och kan översättas till uppsättning. I detta sammanhang menas att då man har utfört det antal repetitioner (reps) som är tänkt i en övning, så har man gjort ett set. Antalet set i en övning kan variera från ett set och uppåt, beroende på vilken träningsmetod man utövar och vad man vill åstadkomma med träningen. En vanlig träningsform omfattar tre set och ett uppvärmningsset.
Ett set är alltså en grupp av repetitioner som utförs utan att vila. Det betyder att om man tränar bänkpress och utför 8 repetitioner på rad utan att lägga ifrån sig skivstången, så har man utfört ett set. Ska man utföra 3 sets så vilar man mellan varje set.

## Exempel
Hantel bröstpress 8–12 reps x 3 set
För att värma upp musklerna börjar man med ett uppvärmningsset, det vill säga att belastningen är mycket lägre än normalt och att övningen utförs i ett tempo som får igång blodcirkulationen i musklerna som skall tränas, allt för att förhindra en muskelsträckning. Sedan utför man samma övning med rätt antal reps tre gånger.